# Bobby Bland
Bobby "Blue" Bland, geboren Robert Calvin Brooks (Rosemark, 27 januari 1930 – Germantown, 23 juni 2013) was een Amerikaanse blueszanger met veel soul in zijn sound. Zijn fluwelen, smoothe zangstem wisselt hij af met keelkliks en gegrom, dat bekend is gaan staan als de chicken-bone sound (kippenbottengeluid). In 1981 is Bland opgenomen in de Blues Hall of Fame; in 1992 in de Rock and Roll Hall of Fame en in 1997 ontvangt hij een Grammy Lifetime Achievement Award.

## Biografie

### Vroege jaren
Bland werd geboren als Robert Calvin Brooks in het stadje Rosemark in Tennessee, Verenigde Staten. Zijn vader, I.J. Brooks, verlaat het gezin niet lang nadat Robert is geboren. Als zijn moeder hertrouwt neemt de tiener Robert de achternaam van zijn stiefvader, Leroy Bland, aan. Bland gaat niet lang naar school, maar helpt zijn moeder met het plukken van katoen; Bland zou zijn hele leven laaggeletterd blijven. Op zijn twaalfde treedt hij op voor de plaatselijke winkel waar hij muziek maakt met mondharp en op gitaar, gemaakt van een perzikenblik.
In 1947 verhuist het gezin naar Memphis, Tennessee. Robert, die werkt in een garage, begint met zingen bij lokale gospelgroepjes waaronder "The Miniatures". Op Beale Street ontmoet hij andere artiesten in de dop, onder wie B.B. King, Rosco Gordon, Junior Parker en Johnny Ace; samen vormen ze het losse collectief de "Beale Streeters".

### Vroege carrière
Tussen 1950 en 1952 neemt Bland onsuccesvolle singles op voor het "Modern Records"-label en "Sun Records" ("Chess") om vervolgens bij "Duke Records" platen uit te brengen. Bland, die het leger ingaat, vormt in deze drie een muziekgroep met zanger Eddie Fisher.
Als Bland in 1954 terugkeert naar Memphis ziet hij dat enkele van zijn vroegere muziekvrienden, onder wie Johnny Ace, succes genieten. Bland sluit zich aan bij Ace en keert terug bij Duke Records, dat tegen die tijd wordt geleid door Don Robey. Volgens Blands biograaf Charles Farley geeft Robey een contract aan Bland dat hij niet kan lezen en helpt hij Bland met het zetten van zijn handtekening. Bland krijgt maar een halve cent per verkochte plaat in plaats van de gangbare 2 cent per kant.
In 1956 begint Bland met Junior Parker te toeren door het "chitlin' circuit" (plekken waar het voor zwarte Amerikaanse artiesten veilig was om op te treden in gesegregeerd Amerika) onder de naam Blues Consolidated. Aanvankelijk is Bland ook Parkers chauffeur en assistent, een rol die hij ook voor B.B. King en Rosco Gordon heeft vervuld. Bland begint voor Duke platen op te nemen met bandleider Bill Harvey en componist Joe Scott, vaak begeleid door gitarist Wayne Bennett. In tegenstelling tot veel bluesmuzikanten, speelt Bland zelf geen instrument.

### Commercieel succes
Blands eerste succes in de VS komt in 1957 met een nummer 1-notering voor "Farther Up the Road" op de R&B-lijst gevolgd door vele andere R&B-noteringen, waaronder "I'll Take Care of You", het vaak gecoverde "Turn On Your Love Light", "Cry, Cry, Cry" en de nummer-1-hit "I Pity The Fool" uit 1961. Veel van de klassiekers zijn geschreven door Joe Scott. Blands laatste nummer-1-notering in de R&B-lijst was voor "That's the Way Love Is" uit 1963. Gedurende de verdere jaren zestig behaalt Bland nog wel steeds noteringen in de R&B-lijst. Bland breekt nooit echt door in de mainstream; zijn hoogste notering in de poplijst is met het nummer "Ain't Nothing You Can Do" dat op nummer 20 terechtkomt. Blands platen verkopen voornamelijk op de R&B-markt en gaan niet cross-over (het behalen van een notering op verschillende soorten hitlijsten). Uiteindelijk heeft Bland 23 top-10 hits op de Amerikaanse R&B-lijst.
In Nederland behaalt Bland pas een hitnotering met een nummer uit 1989, "Members Only", geschreven door Larry Addison. Het nummer haalt de 29e positie in de Single-Top-100. Het gelijknamige album komt tot plaats 88 in de Album-Top-100.

### Latere carrière
Ook al is de blues in de jaren zestig erg populair onder wit rockkpubliek, Bland weet hier niet van te profiteren. Deels omdat zijn muziek te smooth is voor tieners die gitaarsolo's en liedjes over voodoo willen horen. Deels omdat Robey zoveel te zeggen had; hij regelde de boekingen, opnames en persoonlijke financiën van Bland. Als de twee ruzie krijgen in 1968, raakt Bland zijn band kwijt en is hij stuurloos. Bobby moet voor 2 maanden naar de gevangenis omdat hij geen alimentatie betaalt, kampt met alcoholisme en raakt in een depressie. Als Robey Duke Records verkoopt aan het grotere "ABC Records", krijgt Bland weer succes met blues-soul-albums zoals His California Album en Dreamer, gearrangeerd door Micael Omartian en geproduceerd door Steve Barri. De albums, inclusief "Reflections in Blue" uit 1971, worden opgenomen in Los Angeles en erop waren veel van de topsessiemuzikanten uit de stad te horen.
De eerste single van His California Album, het nummer "This Time I'm Gone For Good", levert Bland eindelijk weer hitlijstsucces op; in 1973 komt de single in de pop-top-50 en de R&B-top-10. Het eerste nummer van Dreamer, "Ain't No Love In the Heart of the City", werd een R&B-hit. Dit nummer zou in 1978 gecoverd worden door hardrockband Whitesnake met zanger David Coverdale. Kanye West stopte een sample ervan op Jay-Z's hiphopalbum The Blueprint uit 2001. De opvolger uit 1974, "I Wouldn't Treat A Dog", wordt #3 in de R&B-lijst, maar zoals gewoonlijk doet het niet veel op de pop-hitlijst, waar de plaat tot #88 komt. Latere pogingen om een disco/Barry White-sound toe te voegen waren vaak niet succesvol. In 1980 neemt Bland Sweet Vibrations op, een tribute-album  voor zijn mentor Joe Scott, maar dit verkoopt slecht buiten Blands traditionele "chitlin circuit"-publiek.
In 1985 tekent Bland een contract bij "Malaco Records", een label dat is gespecialiseerd in zuidelijke zwarte muziek. Hij neemt enkele platen op en toert. Bland treedt geregeld op met gitarist Angelo Earl en met B.B. King, met wie hij in de jaren zeventig ook twee albums heeft opgenomen. In 1992 wordt Bland opgenomen in de Rock and Roll Hall of Fame. Bij zijn opname werd gezegd dat Bland alleen B.B. King onder zijn meerderen hoefde te rekenen als uitloper van de "Memphis' Beale Street blues-scene".

### Samenwerkingen entributes
De Ierse singer-songwriter Van Morrison is een vroege liefhebber van Bland en covert "Turn On Your Love Light" met zijn band Them. In 1974 covert Van Morrisson ook het nummer "Ain't Nothing You Can't Do" op het live-album It's Too Late to Stop Now. Bland verzorgde ook weleens gastoptredens bij Van Morrisson. Op het compilatie-album The Best of Van Morrison Volume 3 uit 2007 staat een nog niet eerder uitgebrachte versie van een duet door de twee van Van Morrissons nummer "Tupelo Honey" dat ze opnamen in maart 2000.
In 2008 brengt de Britse zanger van Simply Red, Mick Hucknall, het album Tribute to Bobby, uit. Het album behaalt de 18e plaats in de UK Albums Chart.

### Dood
Bland treedt op tot vlak voor zijn dood. Hij sterft op 23 juni 2013 in zijn huis in Germantown (Tennessee), een voorstad van Memphis. Hij is dan 83. Blands zoon Rodd vertelt dat zijn vader hem vlak voor zijn dood vertelde dat bluesmuzikant James Cotton Blands halfbroer is.

## Discografie

### Studioalbums
- Two Steps from the Blues (Duke 1961/MCA 2002)
- Here's the Man! - 1962 (Duke Records)
- Call On Me/That's The Way Love Is - 1963 (Duke Records)
- Ain't Nothing You Can Do - 1964 (Duke Records)
- The Soul of The Man - 1966 (Duke Records)
- Touch of The Blues - 1967 (Duke Records)
- Spotlighting The Man - 1969 (Duke Records)
- His California Album - 1973 (Dunhill Records)
- Dreamer - 1974 (Dunhill Records)
- Get On Down - 1975 (ABC Records)
- Reflections In Blue - 1977 (ABC Records)
- Come Fly With Me - 1978  (ABC Records)
- I Feel Good, I Feel Fine - 1979  (MCA Records)
- Sweet Vibrations - 1980 (MCA 27076) (tribute to Joe Scott)
- Try Me, I'm Real - 1981 (MCA 5233)
- Here We Go Again - 1982 (MCA 5297)
- Tell Mr Bland - 1983 (MCA 5425)
- You've Got Me Loving You - 1984 (MCA 52436)
- Members Only - 1985  (Malaco Records)
- After All - 1986  (Malaco Records)
- Blues You Can Use - 1987 (Malaco Records)
- Midnight Run - 1989 (Malaco Records)
- Portrait of the Blues - 1991 (Malaco Records)
- Years of Tears - 1993 (Malaco Records)
- Sad Street - 1995 (Malaco Records)
- Memphis Monday Morning - 1998 (Malaco Records)
- Blues At Midnight - 2003 (Malaco Records)

### Livealbums
- Together for the First Time (with B.B. King) - 1974 (ABC)
- Bobby Bland and B. B. King Together Again...Live - 1976 (ABC)
- Live On Beale Street - 1998 (Malaco Records)

### Duo-album
- Blues Consolidated - 1958 (Duke Records) (met Junior Parker)
- I Like To Live The Love - 1990 (met B.B. King)

### Compilaties
- The Best Of - 1967 (Duke Records)
- The Best Of Volume 2 - 1968 (Duke Records)
- First Class Blues - 1987 (Malaco Records)
- The Anthology - 2001 (MCA Records)
- I Pity the Fool / The Duke Recordings, Vol. 1 (MCA, 1992)
- Turn on Your Love Light / The Duke Recordings Vol. 2
- That Did It! The Duke Recordings Vol. 3

### Singles
| Jaar | A-kant                                             | B-kant                                             | Label           | Positie (VS) | Positie (VS) |
| Jaar | A-kant                                             | B-kant                                             | Label           | US Pop       | US R&B       |
| ---- | -------------------------------------------------- | -------------------------------------------------- | --------------- | ------------ | ------------ |
| 1952 | "Crying All Night Long"                            | "Dry Up Baby"                                      | Chess           | -            | -            |
| 1952 | "Good Lovin'"                                      | "Drifting From Town To Town"                       | Modern          | -            | -            |
| 1952 | "Crying"                                           | "A Letter From A Trench In Korea"                  | Chess           | -            | -            |
| 1952 | "Lovin' Blues"                                     | "I.O.U. Blues"                                     | Duke            | -            | -            |
| 1953 | "Army Blues"                                       | "No Blow, No Show"                                 | Duke            | -            | -            |
| 1955 | "Time Out"                                         | "It's My Life Baby"                                | Duke            | -            | -            |
| 1955 | "You Or None"                                      | "Woke Up Screaming"                                | Duke            | -            | -            |
| 1956 | "I Can't Put You Down"                             | "You've Got Bad Intentions"                        | Duke            | -            | -            |
| 1956 | "I Learned My Lesson"                              | "I Don't Believe"                                  | Duke            | -            | -            |
| 1957 | "Don't Want No Woman"                              | "I Smell Trouble"                                  | Duke            | -            | -            |
| 1957 | "Farther Up the Road"                              | "Sometime Tomorrow"                                | Duke            | 43           | 1            |
| 1957 | "Teach Me (How To Love You)"                       | "Bobby's Blues"                                    | Duke            | -            | -            |
| 1958 | "You Got Me Where You Want Me"                     | "Loan A Helping Hand"                              | Duke            | -            | -            |
| 1958 | "Little Boy Blue"                                  | "Last Night"                                       | Duke            | -            | 10           |
| 1959 | "You Did Me Wrong"                                 | "I Lost Sight Of The World"                        | Duke            | -            | -            |
| 1959 | "I'm Not Ashamed"                                  | "Wishing Well"                                     | Duke            | -            | 13           |
| 1959 | "Is It Real"                                       | "Someday"                                          | Duke            | -            | 28           |
| 1959 | "I'll Take Care of You"                            | "That's Why"                                       | Duke            | 89           | 2            |
| 1960 | "Lead Me On"                                       | "Hold Me Tenderly"                                 | Duke            | -            | 9            |
| 1960 | "Cry Cry Cry"                                      | "I've Been Wrong So Long"                          | Duke            | 71           | 9            |
| 1961 | "I Pity the Fool"                                  | "Close To You"                                     | Duke            | 46           | 1            |
| 1961 | "Don't Cry No More"                                | "St. James Infirmary Blues\|Saint James Infirmary" | Duke            | 71           | 2            |
| 1961 | "Turn On Your Love Light"                          | "You're The One (That I Need)"                     | Duke            | 28           | 2            |
| 1962 | "Ain't That Loving You"                            | "Jelly, Jelly, Jelly"                              | Duke            | 86           | 9            |
| 1962 | "Who Will The Next Fool Be"                        | "Blue Moon"                                        | Duke            | 76           | 12           |
| 1962 | "Yield Not To Temptation"                          | "How Does A Cheating Woman Feel"                   | Duke            | 56           | 10           |
| 1962 | "Stormy Monday Blues"                              | "Your Friends"                                     | Duke            | 43           | 5            |
| 1963 | "That's the Way Love Is"                           | "Call On Me"                                       | Duke            | 33 / 22      | 1 / 6        |
| 1963 | "Sometimes You Gotta Cry A Little"                 | "You're Worth It All"                              | Duke            | 56           | 28           |
| 1963 | "The Feeling Is Gone"                              | "I Can't Stop Singing"                             | Duke            | 91           | n/a          |
| 1964 | "Ain't Nothing You Can Do"                         | "Honey Child"                                      | Duke            | 20           | n/a          |
| 1964 | "Share Your Love With Me"                          | "After It's Too Late"                              | Duke            | 42           | n/a          |
| 1964 | "Ain't Doing Too Bad (Part 1)"                     | "Ain't Doing Too Bad (Part 2)"                     | Duke            | 49           | n/a          |
| 1965 | "Blind Man"                                        | "Black Night (Charles Brown song)\|Black Night"    | Duke            | 78 / 99      | n/a          |
| 1965 | "Ain't No Telling"                                 | "Dust Got In Daddy's Eyes"                         | Duke            | 93 / -       | 25 / 23      |
| 1965 | "These Hands (Small But Mighty)"                   | "Today"                                            | Duke            | 63           | 4            |
| 1966 | "I'm Too Far Gone (To Turn Around)"                | "If You Could Read My Mind"                        | Duke            | 62           | 8            |
| 1966 | "Good Time Charlie"                                | "Good Time Charlie (Working His Groove Bag)"       | Duke            | 75           | 6            |
| 1966 | "Poverty"                                          | "Building A Fire With Rain"                        | Duke            | 65           | 9            |
| 1966 | "Back In The Same Old Bag Again"                   | "I Ain't Myself Anymore"                           | Duke            | -            | 13           |
| 1967 | "You're All I Need"                                | "Deep In My Soul"                                  | Duke            | 88           | 6            |
| 1967 | "That Did It"                                      | "Getting Used To The Blues"                        | Duke            | -            | 6            |
| 1967 | "A Touch of the Blues"                             | "Shoes"                                            | Duke            | -            | 30           |
| 1968 | "Driftin' Blues"                                   | "You Could Read My Mind"                           | Duke            | 96           | 23           |
| 1968 | "Honey Child"                                      | "A Piece Of Gold"                                  | Duke            | -            | -            |
| 1968 | "Save Your Love For Me"                            | "Share Your Love With Me2                          | Duke            | -            | 16           |
| 1968 | "Rockin' In The Same Old Boat"                     | "Wouldn't You Rather Have Me"                      | Duke            | 58           | 12           |
| 1969 | "Gotta Get To Know You"                            | "Baby, I'm On My Way"                              | Duke            | 91           | 14           |
| 1969 | "Chains of Love"                                   | "Ask Me 'Bout Nothing (But The Blues)"             | Duke            | 60           | 9            |
| 1970 | "If You've Got A Heart"                            | "Sad Feeling"                                      | Duke            | 96           | 10           |
| 1970 | "If Love Ruled The World"                          | "Lover With A Reputation"                          | Duke            | -            | 16 / 28      |
| 1970 | "Keep On Loving Me (You'll See The Change)"        | "I've Just Got To Forget About You"                | Duke            | 89           | 20           |
| 1971 | "I'm Sorry"                                        | "Yum Yum Tree"                                     | Duke            | 97           | 18           |
| 1971 | "Shape Up Or Ship Out"                             | "The Love That We Share (Is True)"                 | Duke            | -            | -            |
| 1972 | "Do What You Set Out To Do"                        | "Ain't Nothing You Can Do"                         | Duke            | 64           | 6            |
| 1972 | "I'm So Tired"                                     | "If You Could Read My Mind"                        | Duke            | -            | 36           |
| 1973 | "That's All There Is (There Ain't No More)"        | "I Don't Want Another Mountain To Climb"           | Duke            | 42           | 5            |
| 1973 | "This Time I'm Gone For Good"                      | "Where Baby Went"                                  | Dunhill Records | 42           | 5            |
| 1974 | "Goin' Down Slow"                                  | "Up And Down World"                                | Dunhill Records | 69           | 17           |
| 1974 | "Ain't No Love In The Heart Of The City"           | "Twenty-Four Hour Blues"                           | Dunhill Records | 91           | 9            |
| 1974 | "I Wouldn't Treat A Dog (The Way You Treated Me)"  | "I Ain't Gonna Be (The First To Cry)"              | Dunhill Records | 88           | 3            |
| 1975 | "Yolanda"                                          | "When You Come To The End Of Your Road"            | ABC             | -            | 21           |
| 1975 | "I Take It On Home"                                | "You've Never Been This Far Before"                | ABC             | -            | 41           |
| 1976 | "Today I Started Loving You Again"                 | "Too Far Gone"                                     | ABC             | -            | 34           |
| 1976 | "It Ain't The Real Thing"                          | "Who's Foolin' Who"                                | ABC             | -            | 12           |
| 1976 | "Let the Good Times Roll" Bobby Bland & B. B. King | "Strange Things Happening"                         | ABC Impulse     | -            | 20           |
| 1977 | "The Soul of a Man"                                | "If I Weren't A Gambler"                           | ABC             | -            | 18           |
| 1978 | "Sittin' On A Poor Man's Throne"                   | "I Intend To Take Your Place"                      | ABC             | -            | 82           |
| 1978 | "Love To See You Smile"                            | "I'm Just Your Man"                                | ABC             | -            | 14           |
| 1978 | "Come Fly With Me"                                 | "Ain't God Something"                              | ABC             | -            | 55           |
| 1979 | "Tit For Tat"                                      | "Come Fly With Me"                                 | MCA             | -            | 71           |
| 1980 | "Soon As The Weather Breaks"                       | "To Be Friends"                                    | MCA             | -            | 76           |
| 1981 | "You'd Be A Millionaire"                           | "Swat Vibrator"                                    | MCA             | -            | 92           |
| 1982 | "What A Difference A Day Makes"                    | "Givin' Up The Streets For Love"                   | MCA             | -            | -            |
| 1982 | "Recess In Heaven"                                 | "Exactly, Where It's At"                           | MCA             | -            | 40           |
| 1982 | "Here We Go Again"                                 | "You're About To Win"                              | MCA             | -            | -            |
| 1983 | "Is This The Blues"                                | "You're About To Win"                              | MCA             | -            | -            |
| 1983 | "If It Ain't One Thing"                            | "Tell Mr. Bland"                                   | MCA             | -            | -            |
| 1984 | "Looking Back"                                     | "You Got Me Loving You"                            | MCA             | -            | -            |
| 1984 | "Get Real Clean"                                   | "It's Too Bad"                                     | MCA             | -            | -            |
| 1984 | "You Are My Christmas"                             | "New Merry Christmas Baby"                         | MCA             | -            | -            |
| 1985 | "Members Only"                                     | "I Just Got To Know"                               | Malaco          | -            | 54           |
| 1986 | "Can We Make Love Tonight"                         | "In The Ghetto"                                    | Malaco          | -            | -            |
| 1988 | "Get Your Money Where You Spend Your Time"         | "For The Last Time"                                | Malaco          | -            | -            |
| 1988 | "24 Hours A Day"                                   | "I've Got A Problem"                               | Malaco          | -            | -            |
| 1989 | "You've Got To Hurt Before You Heal"               | "I'm Not Ashamed To Sing The Blues"                | Malaco          | -            | -            |
| 1989 | "Ain't No Sunshine"                                | "If I Don't Get Involved"                          | Malaco          | -            | -            |
| 1990 | "Starting All Over Again"                          | "Midnight Run"                                     | Malaco          | -            | -            |
| 1990 | "Take Off Your Shoes"                              | "If I Don't Get Involved"                          | Malaco          | -            | -            |
| 1992 | "She's Putting Something In My Food"               | "Let Love Have It's Way"                           | Malaco          | -            | -            |
| 1993 | "There's A Stranger In My House"                   | "Hurtin' Time Again"                               | Malaco          | -            | -            |
| 1994 | "I Just Tripped On A Piece Of Your Broken Heart"   | "Hole In The Wall"                                 | Malaco          | -            | -            |
| 1995 | "Double Trouble"                                   | "Double Trouble (long version)"                    | Malaco          | -            | -            |

- Biblioteca Nacional de España: XX858802
- Bibliothèque nationale de France: cb13891576p (data)
- Gemeinsame Normdatei: 134775228
- International Standard Name Identifier: 0000 0001 1475 3546
- Library of Congress Control Number: n92082339
- MusicBrainz: 66ebc271-6a26-4fe7-848b-f217da119d92
- Nationale Bibliotheek van Tsjechië: xx0071014
- Nationale Bibliotheek van Israël: 987007372180205171
- Nederlandse Thesaurus van Auteursnamen: 096474289
- Système universitaire de documentation: 172149517
- Virtual International Authority File: 76499501
- WorldCat: E39PBJwxPghrDbvf8qWfddFR8C